# Mas Carreras de Ginestar
Mas Carreras de Ginestar és una masia del municipi de Sant Gregori (Gironès) protegit com a bé cultural d'interès local.

## Descripció
És una construcció aïllada de planta en forma de U, desenvolupada en planta baixa, pis i golfes. Les parets portants són de maçoneria amb carreus a les cantonades i emmarcant algunes de les obertures de les façanes exteriors. La porta principal presenta una llinda de pedra amb una creu cisellada i els brancals també són de pedra.
En una de les façanes laterals hi ha una finestra gòtica amb arquets i guardapols. D'altres obertures més modernes són emmarcades amb totxos. Una de les dues ales laterals presenta la planta baixa oberta en forma de volta de canó, la seva façana principal és feta amb carreus irregulars i a mitjana alçada es poden apreciar dos arcs de mig punt fets amb carreus que actualment es troben tapiats.
Prop de la casa hi ha un paller fet amb parets de maçoneria, coberta de teula a dues vessants i escala exterior per accedir al pis. Junt amb altres edificacions tanquen l'espai de l'era.